# Villa Dalegno
Villa Dalegno è una frazione del comune di Temù, in alta Val Camonica, provincia di Brescia. Fu un comune autonomo fino al 1927.

## Geografia politica e fisica
Villa Dalegno confina con le frazioni di Pontagna e Zoanno nonché con il comune di Ponte di Legno.
Appartengono a Villa varie comunità di baite sul Monte Coleazzo: Gario, Pran Pra, Prebalduì, Palmù e il Castel, tutte situate a nord del paese.
Il paese è stato un comune molto importante della Val Camonica anche se agli estremi settentrionali di questa, fino al 1927 data in cui è stata inglobata nel comune di Temù, seppur negli ultimi anni ci siano stati diversi referendum per entrare nel Comune di Ponte Di Legno.
Villa è posto sul Monte Coleazzo, a nord del Fiume Oglio e il suo corso d'acqua principale è il torrente Rio.

## Società
Abitanti censiti

A partire dal 1927 gli abitanti di Villa furono inclusi, come quelli di Pontagna, nel Comune di Temù.
Gli scütüm sono nei dialetti camuni dei soprannomi o nomiglioli, a volte personali, altre indicanti tratti caratteristici di una comunità. Quello che contraddistingue gli abitanti di Villa è Cagnoi.

## Storia

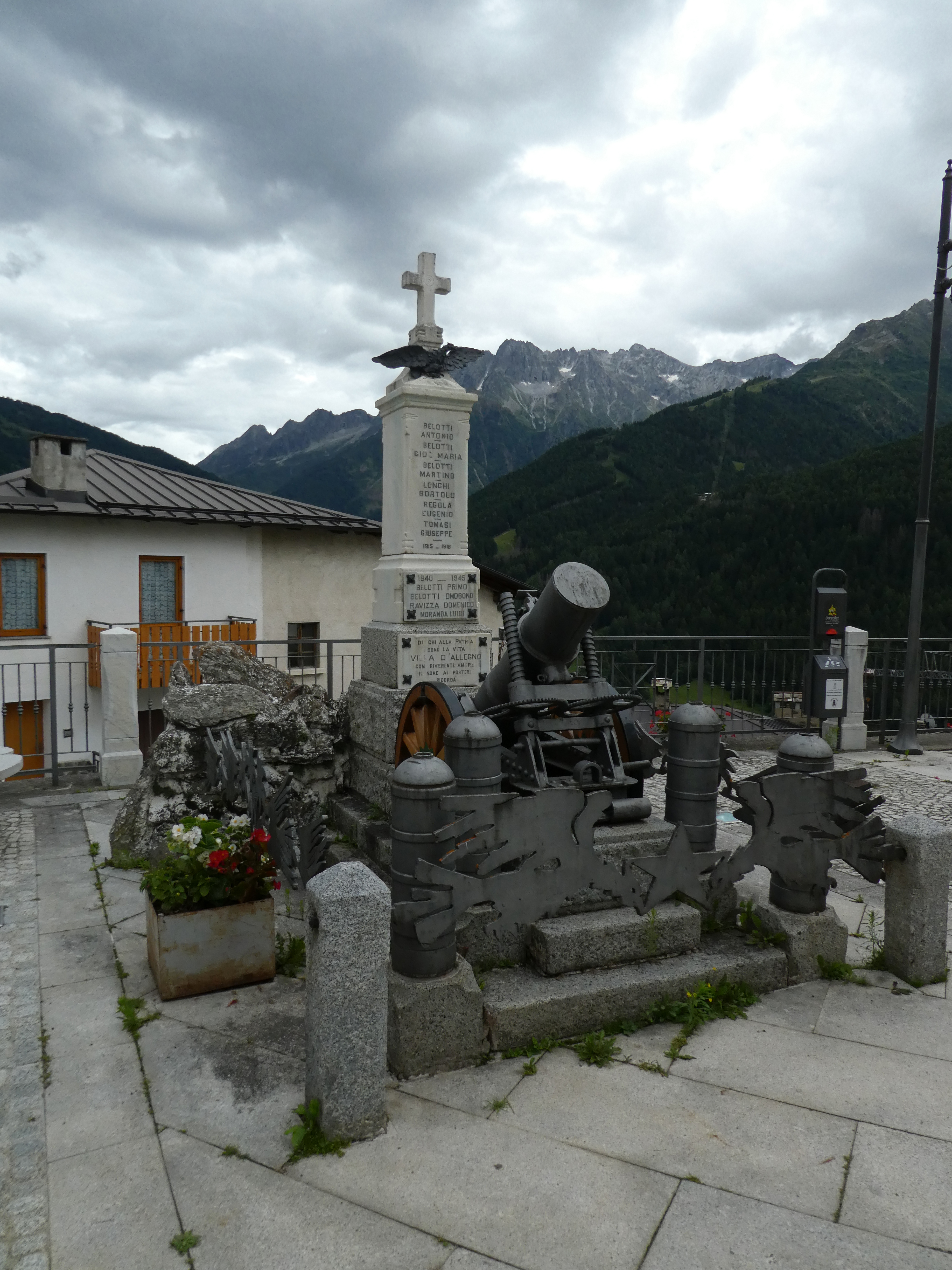
Monumento ai caduti

La storia di Villa Dalegno, è conosciuta a partire dall'arrivo della famiglia nobile dei D'Allegno, Longobardi e Ariani, secondo una leggenda popolare, questa famiglia fece crescere molto il paese fino a quasi 200 anni dopo, quando Carlo Magno invadeva e conquistava la Val Camonica, allora i D'Allegno fondono tutti i loro averi in un Vitello d'Oro, poi partendo dal castello, che ancora oggi esiste e dalla popolazione viene chiamato Castel, che avevano costruito, attraverso delle gallerie sotterranee che li avrebbero portati al Passo Gavia, purtroppo le gallerie crollarono e I D'allegno morirono insieme al Vitello d'Oro.
«Facciamo dono anche al ricordato luogo (il monastero di S. Martino di Tours) della Valle che è chiamata Camonica con montagne e passi, fino alla Dalaunia assieme ai monti e le alpi del confine Trentino, chiamato Tonale, fino ai territori di Brescia e a quelli del circondario di Bergamo, e qualunque cosa compresa fra gli stessi confini, o dalla stessa valle da lungo tempo sembra appartenere, in pubblico e che cadde prima e poi sotto il nostro fisco.
Gulfrado Abate - Re Carlo»
Con questo documento Carlo Magno donò la Val Camonica ai monaci de San Martino di Tours.
Dall'arrivo dei D'Allegno, Villa Dalegno ha attraversato un periodo di continua crescita, fatto dimostrato anche dalla creazione della Pieve di Villa, separata da quella di Edolo, avvenuta nel X secolo.
Nel XIII secolo si raggiunge la massima espansione di Dalegno, con la fondazione dei paesi di Temù, Molina, Lecanù, Pontagna, Vione, Stadolina, Canè, Ponte di Legno, Precasaglio, Zoanno, Poia e Pezzo,  si hanno anche delle dispute con l'altrettanto potente comune di Mù sul Monte Avio.
La situazione inizia a peggiorare quando Giovanni Federici, capo della Comunità di Mù, vieta ai pastori di Dalegno di accedere al Monte Avio.
"Il monte detto Avio con tutte le sue cime: da una parte il comune di Sonico, dall'altra parte il comune di Berzo e Demo, e dall'altra parte il comune di Mu, dall'altra parte rocce deserte, confinanti con i monti Trentini, senza pregiudizio di altra coesione è e deve essere comune agli uomini di Mu, o alcuno di essi, in possesso o proprietà di detto monte; e che dovessero permettere ai detti uomini e al Comune di Mù. di possedere il detto monte come se fosse di loro proprietà pacificamente."
Ma nel XV secolo inizia un periodo di decadenza causato dalla separazione di quello che poi formerà il Comune di Vione, ossia i paesi di Stadolina, Cané e Vione stesso, questo periodo continua fino al 1624, anno in cui Dalegno si separa tra Dalegno Superiore (Ponte di Legno con le sue località) e Dalegno Inferiore (Villa Dalegno con Pontagna e Temù).
Nel 1639 Villa Dalegno, Pontagna e Temù si separano, Villa Dalegno si prende anche Molina e Lecanù, che si separeranno da Villa nel 1667, il 1624 costituisce, tuttavia, l'anno in cui Villa Dalegno è caduto dal podi dei privilegiati, questo processo che è cominciato con la separazione di Stadolina, Vione e Cané, finirà addirittura 500 anni dopo, con la in globazione nel Comune di Temù.
Negli ultimi anni sono stati fatti 2 votazioni per entrare nel Comune di Ponte di Legno, entrambi risultati negativi.

## Monumenti e luoghi d'interesse

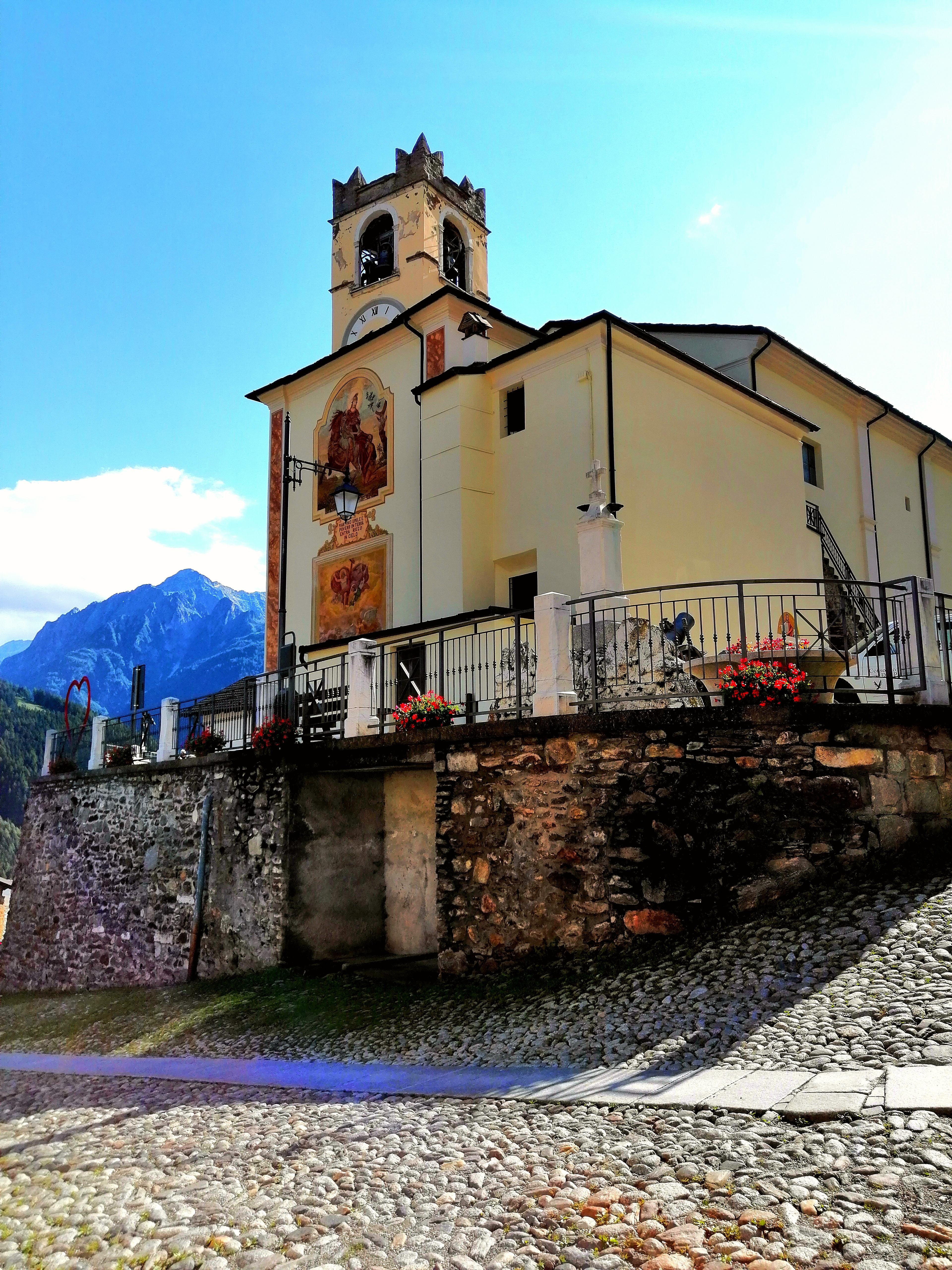
La Chiesa di San Martino, pieve autonoma dal X secolo

Alcuni luoghi d'interesse di questo paese, anche nei gruppi di baite vicine, perché appartenenti a Villa Dalegno, sono:
- Il Castel, un castello costruito originariamente dalla famiglia Longobarda dei Dalegno al loro arrivo,  nel 580 circa.
- Da Villa Dalegno settentrionale fino a Chigolo ci sono molte bellezze, naturali come il bosco e la bellissima veduta delle montagne e artificiale, come le baite e le cascine o le mucche e le pecore-

Le chiese di Villa Dalegno sono:
- Parrocchiale di San Martino Vescovo, del XVII secolo, con portale in marmo di Vezza che riporta la data 1748.
- Cappella della Madonna della Valle del XVII secolo.

## Società
Gli scütüm sono nei dialetti camuni dei soprannomi o nomiglioli, a volte personali, altre indicanti tratti caratteristici di una comunità. Quello che contraddistingue gli abitanti di Villa è Cagnoi.